# Суслов, Алексей Петрович
Алексей Петрович Суслов (18 марта 1913 — 4 ноября 1984) — советский военачальник, полковник, участник Великой Отечественной войны. Герой Советского Союза (31 мая 1945).

## Биография
Алексей Суслов родился 18 марта 1913 года в селе Андреево-Зорино (ныне — Березанский район Николаевской области Украины). После окончания десяти классов школы учился в Николаевском педагогическом институте, окончил два его курса. 
В 1930 году Суслов был призван на службу в Рабоче-крестьянскую Красную Армию. В 1933 году он окончил Одесскую артиллерийскую школу. Участвовал в польском походе и в советско-финской войне. С начала Великой Отечественной войны — на её фронтах.
К апрелю 1945 года гвардии полковник Алексей Суслов командовал 60-м гвардейским корпусным артиллерийским полком 9-го гвардейского стрелкового корпуса 61-й армии 1-го Белорусского фронта. Отличился во время Берлинской операции. 17-19 апреля 1945 года полк Суслова успешно переправился через Одер в районе города Цедыня и захватил плацдарм на его западном берегу, после чего удерживал его до переправы основных сил. В тех боях он отразил 17 контратак противника, уничтожив 18 пулемётов, 2 артиллерийские и 3 миномётные батареи, 45 укреплённых зданий и около батальона вражеских солдат и офицеров.
Указом Президиума Верховного Совета СССР от 31 мая 1945 года за «проявленное личное мужество, геройство и организацию переправы полка через реку Одер» гвардии полковник Алексей Суслов был удостоен высокого звания Героя Советского Союза с вручением ордена Ленина и медали «Золотая Звезда» за номером 6475.
После окончания войны Суслов продолжил службу в Советской Армии. В 1950 году он окончил Высшую офицерскую артиллерийскую школу. 
В 1961 году уволен в запас. 
Проживал и работал в Волгограде. Скончался 4 ноября 1984 года, похоронен на Центральном кладбище Волгограда.
Был награждён двумя орденами Ленина (31.05.1945, 26.10.1955), двумя орденами Красного Знамени (16.09.1943, 15.11.1950 ), орденами Кутузова 3-й степени (12.02.1943), Александра Невского (07.08.1944), Отечественной войны 1-й степени (12.02.1945), Красной Звезды (10.11.1945)    рядом медалей.